# ماريا دي باديلا
ماريا دي باديلا (حوالي. 1334  - إشبيلية، يوليو 1361) هي عشيقة بيدرو ملك قشتالة, ووالدة كونستانس, دوقة لانكاستر بزواجها من جون غونت أبن إدوارد الثالث ملك إنجلترا, وإيزابيلا، دوقة يورك بزواجها من إدموند لانغلي أخو الأصغر لـ جون غونت.

## حياتها
هي أبنة خوان غارسيا دي باديلا وماريا غونزاليس دي هينزتروزا, وخالها هو خوان فرديناديز دي هينزتروزا المفضل لدى الملك بين عامي 1354-1359, وأيضا هي شقيقة دييغو غارسيا, فارس كالاترافا.
ألتقت بالملك في 1352 من خلال رحلة اسكتشافية في أستورياس بعد معركته أمام أخيه إنريكي, وبعد وقت قصير أصبحوا عشاق واستمرت هذه العلاقة حتى وفاتها.
في صيف عام 1353 تحت الضغط والإكراه من عائلة بيدرو تزوج من بلانش من بوربون وأبنة عم جان الثاني ملك فرنسا, بيتر تخلي عن بلانش في غضون ثلاثة أيام عندما علم أنها كانت على علاقة غرامية مع شقيقه نذل فادريكي ألفونسو في طريقها إلى إسبانيا، وأيضا مهرها لم يأتي بعد.
توفيت ماريا في يوليو 1361, ربما كانت ضحية الطاعون, على الرغم من بيرو لوبيز دي أيالا لم يحدد السبب في وقائع له في حكم الملك. دفنت في دير ريال سانتا كلارا دي أستوديليّو التي أسست في عام 1353. بعد ذلك بوقت قصير اتخذت رفاتها بـ أمر الملك بيدرو
إلى كاتدرائية إشبيلية حيث حصلت على دفن في الكنيسة الملكية مع أعضاء آخرين من العائلة المالكة. 

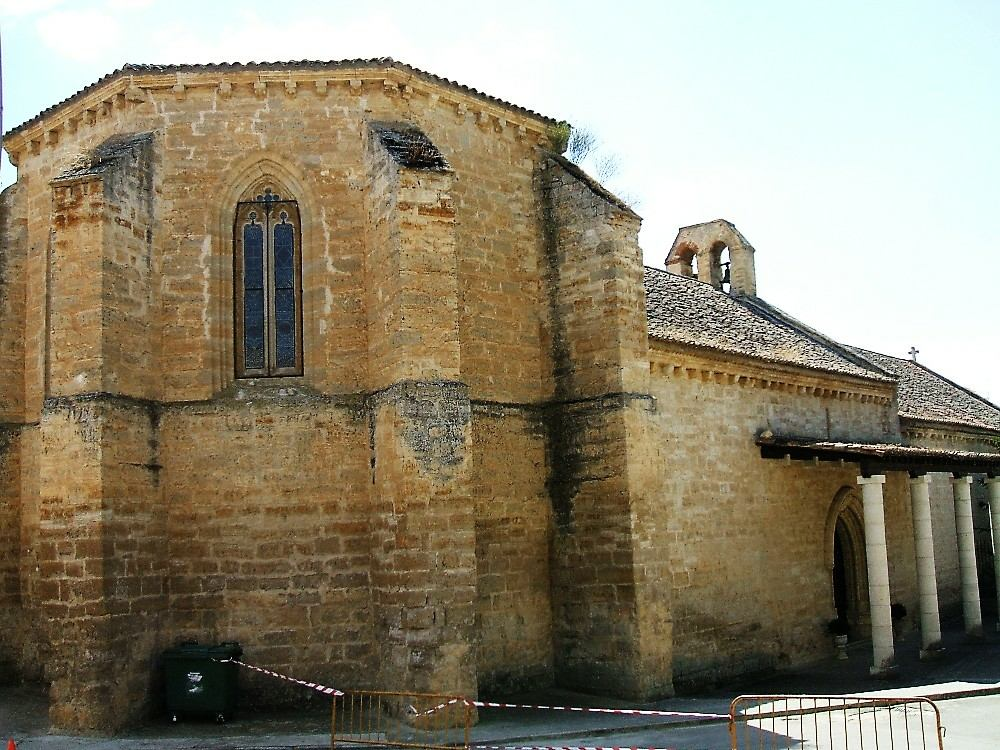
دير ريال سانتا كلارا دي أستوديليو (بلنسية), التي أسست